# باشگاه فوتبال لودوگورتس رازگراد
باشگاه فوتبال لودوگورتس رازگراد (بلغاری: ПФК Лудогорец Разград) یا به‌طور ساده‌تر لودوگورتس یک باشگاه فوتبال در شهر رازگراد واقع در کشور بلغارستان می‌باشد.این باشگاه ثروتمندترین باشگاه کشور بلغارستان به شمار میرود.
این باشگاه در تاریخ ۱۸ ژوئن ۲۰۰۱ بنیان‌گذاری شده‌است. نام فعلی این باشگاه، از یکی از اولین باشگاه‌های فوتبال شهر که در سال ۱۹۴۵ تأسیس و در سال ۲۰۰۶ منحل شده، برگزیده و انتخاب شده‌است.
لودوگورتس ۷ بار قهرمان لیگ حرفه‌ای آ فوتبال بلغارستان، ۲ بار قهرمان جام حذفی فوتبال بلغارستان و ۳ بار قهرمان سوپر جام فوتبال بلغارستان نیز شده‌است.
این باشگاه تاکنون 5 بار موفق به حضور در مرحلهٔ گروهی لیگ قهرمانان اروپا نیز شده‌است.

## بازیکنان برجسته
- مارسلو ناسیمنتو دا کوستا
- جونینیو کویسادا